# Helmut Preidel
Helmut Preidel (17. května 1900 Podmokly-Želenice – 14. srpna 1980 Gilching) byl sudetoněmecký archeolog a pedagog. Zabýval se hlavně obdobími stěhování národů a doby hradištní. Učil na několika gymnáziích v Čechách, po odchodu do Německa po 2. světové válce publikoval knihy a studie o archeologii Čech a Moravy.

## Životopis
Preidlův otec Josef pocházel z Křešic u Děčína. V době Helmutova narození byl učitelem v Želenicích, které tehdy patřily do Podmokel. Matka Anna Otýlie rozená Stelzigová byla dcerou hostinského v Arnolticích. V roce 1920 absolvoval Preidel gymnázium v Děčíně. Na univerzitách v Praze, Berlíně a Halle vystudoval historii, germanistiku a národopis. Na poslední z nich získal v roce 1923 doktorát. V roce 1927 se oženil s Marianne Wimmerovou z Mostu. Měli spolu dvě dcery: Gertrud (* 1928) a Hertu Otýlii (* 1934). Preidel působil jako pedagog na několika gymnáziích: V Mostě (1927–1931), v Litoměřicích (1931), v Ostravě (1931–1932) a v Žatci (1932–1938). Místo pedagoga však musel opustit, protože jeho manželka byla Židovka a on se s ní odmítl rozvést. Proto působil během války v oddělení prehistorie v muzeích v Žatci a Chomutově. Pro Státní archeologický ústav pracoval Preidel ve 30. letech jako zpravodaj pro okresy Žatec a Chomutov. Preidel byl také od roku 1924 prvním jednatelem Německé společnosti pro pravěk a dobu dějinnou v Československu a spoluzakladatelem archeologického časopisu Sudeta, jenž vycházel od roku 1925 a byl věnován archeologii německojazyčných území ČSR.

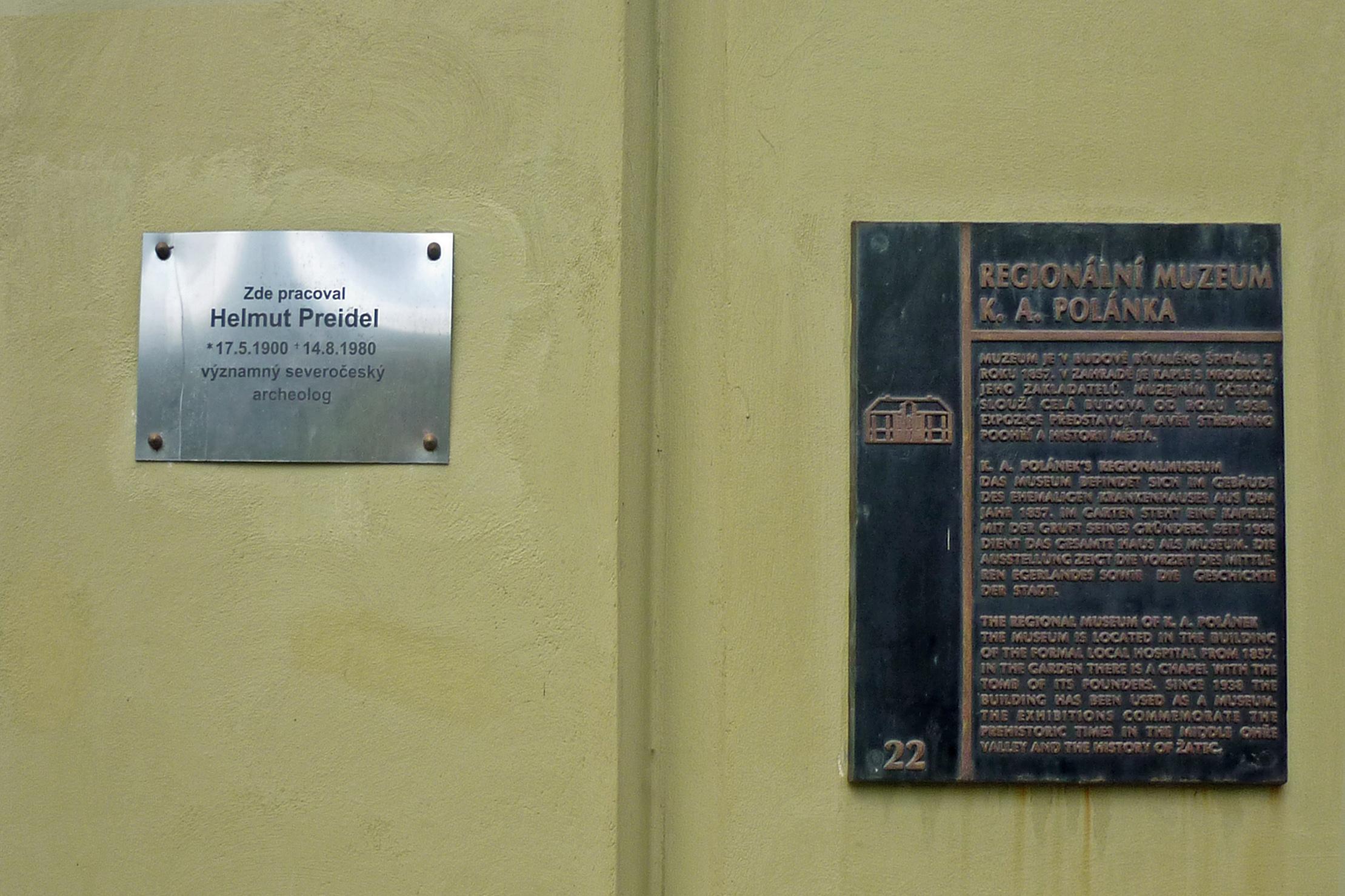
Preidlova pamětní deska na budově muzea

Po válce pracoval Preidel v žateckém městském muzeu, kde inventarizoval tamní sbírky. Jako antinacista nebyl zařazen do odsunu. Byla mu však zamítnuta žádost o odškodnění jako oběti nacistického režimu, a tak se v roce 1947, podobně jako další žatecká osobnost, muzikolog Rudolf Quoika, odstěhoval do Bavorska. Vzal s sebou i rukopis Wostrého knížky Saaz zur Zeit des Ackermann-Dichters (Žatec v době básníka Oráče), která pak byla v Mnichově vydána. V Mnichově byl se zpětnou platností od roku 1939 jmenovaný ředitelem Zemského úřadu pro pravěk, funkci zastával do roku 1952. Zároveň působil v letech 1949–1965 jako šéfredaktor Stifterovy ročenky, vydávané Nadací Adalberta Stiftera. Preidelova pozůstalost je uložena v Sudetoněmeckém archivu v Mnichově.

## Dílo
Svá hlavní díla napsal Preidel až v Německu, ať už jde o knihy s tématem příchodu Slovanů na území Čech, nebo o Velkomoravské říši. Pozdější archeologické výzkumy tyto práce ovšem antikvovaly. Pro archeologii severozápadních Čech měl ve své době značný význam Preidlův výzkum hradiště na Rubínu ve 2. polovině 30. let. Preidel také spolupracoval s českým muzeem v Žatci, resp. s časopisem Krajem Lučanů. Dokládají to tři publikované články v tomto vlastivědném měsíčníku, zejména popis tzv. žateckého pokladu, nalezeného v roce 1937 v prostoru dnešního Chmelařského náměstí. Žatecké muzeum umístilo v roce 2000 na své budově Preidlovi pamětní desku a v témže roce, při příležitosti stého výročí jeho narození, uspořádalo o jeho osobnosti výstavu.